# 仙女座流星雨
仙女座流星雨是與在1852年通過近日點時崩解的比拉彗星有關聯的流星雨。在1872年和1885年，因為地球運行的軌道跨越了母彗星軌道的碎片，仙女座流星雨產生每小時數千顆流星的壯觀流星雨。
從此之後仙女座流星雨就消失不見，但每年11月中旬仍有可能再出現。